# The Woman (film 1913)
The Woman è un cortometraggio muto del 1913 diretto da Charles Giblyn e prodotto da Thomas H. Ince.

## Produzione
Il film fu prodotto da Thomas H. Ince per la Broncho Film Company.

## Distribuzione
Distribuito dalla Mutual, il film - un cortometraggio in due bobine - uscì nelle sale cinematografiche statunitensi il 31 dicembre 1913.